# Ekaterina Ryabova
Ekaterina Dmitrievna Ryabova (Schiolkovo, Rússia, 4 de agosto de 1997) é uma cantora russa.

## Carreira
Ela foi selecionada para representar seu país no Festival Eurovisão da Canção Júnior 2009 com a canção "Malenkiy prints" (Pequeno Príncipe). No Festival em 21 de novembro, em Kiev, terminou em 2º lugar, empatada com Luara Hayrapetyan da Arménia. Em 2011 ela se tornou a primeira artista na história da Eurovisão Junior a retornar, representando seu país com a canção "Kak Romeo i Dzhulyetta" terminando em 3º lugar, empatada com Lidiya Zablotskaya, de Belarus, com 99 pontos.

## Singles
- "Angel"
- "Yesli by ya byla koshkoĭ"
- "Malenʹkiĭ prints"
- "Zerkala"
- "Katyusha"
- "Kak Romyeo i Dzhulʹetta"
- "Prosʹba"